# Đèo Mẹ Bồng Con
Đèo Mẹ Bồng Con là là một đoạn dốc hơi sâu, có một phần ngoạn mục trên Quốc lộ 1 gần Ngã tư Dầu Giây, nằm giữa phường Suối Tre, thành phố Long Khánh và thị trấn Dầu Giây, huyện Thống Nhất, tỉnh Đồng Nai.
Đèo này được biết với tên gọi là Mẹ bồng con nhưng cũng chưa có ai có thể giải thích về nguồn gốc tên gọi của nó. Có những thông tin giải thích về tên gọi như nhìn từ máy bay thì nhìn uốn lượng như hình Mẹ đang bồng Con, có giả thuyết khác lại cho rằng ở đây có đèo lớn và đèo nhỏ...tuy nhiên đến bây giờ tên gọi vẫn là một bí ẩn.